# Louis de Rouvroy de Saint-Simon
Louis de Rouvroy, Duca di Saint-Simon, più conosciuto col nome di Saint-Simon (Parigi, 16 gennaio 1675 – 2 marzo 1755), è stato uno scrittore francese, celebre per le Memorie, dove racconta della vita di corte della sua epoca. Claude Henri de Rouvroy, conte de Saint-Simon (1760-1825), il noto filosofo e industriale francese, fondatore del sansimonismo, fu un suo lontano parente.

## Biografia

### La giovinezza
Figlio di Claude de Rouvroy, duca di Saint-Simon e della sua seconda moglie, Charlotte de l'Aubespine, che ebbe il titolo, già dalla prima giovinezza, di visdomino di Chartres, ricevette un'accurata istruzione. A quest'epoca divenne amico del duca di Chartres, il futuro reggente; un altro personaggio che ebbe una parte importante nella sua vita fu Rancé, abate trappista, suo mentore in materia di religione. Saint-Simon s'interessò soprattutto di storia e amò la lettura, specialmente di memorie, che gli dava, diceva, il desiderio di scriverne con la speranza di essere utile e di riportare al meglio i problemi del suo tempo: cominciò infatti a scrivere le sue memorie nel luglio 1694.
Non trascurava tuttavia gli esercizi fisici - equitazione e scherma - e manifestò il desiderio di servire nell'esercito. Nel 1691 suo padre, allora ottantaseienne, lo fece entrare nel corpo dei moschettieri grigi comandati da Maupertuis e Louis prese parte nel 1692 all'assedio di Namur. Poco dopo, Luigi XIV gli assegnò il comando della terza compagnia di cavalleria del Reggimento Royal-Roussillon.

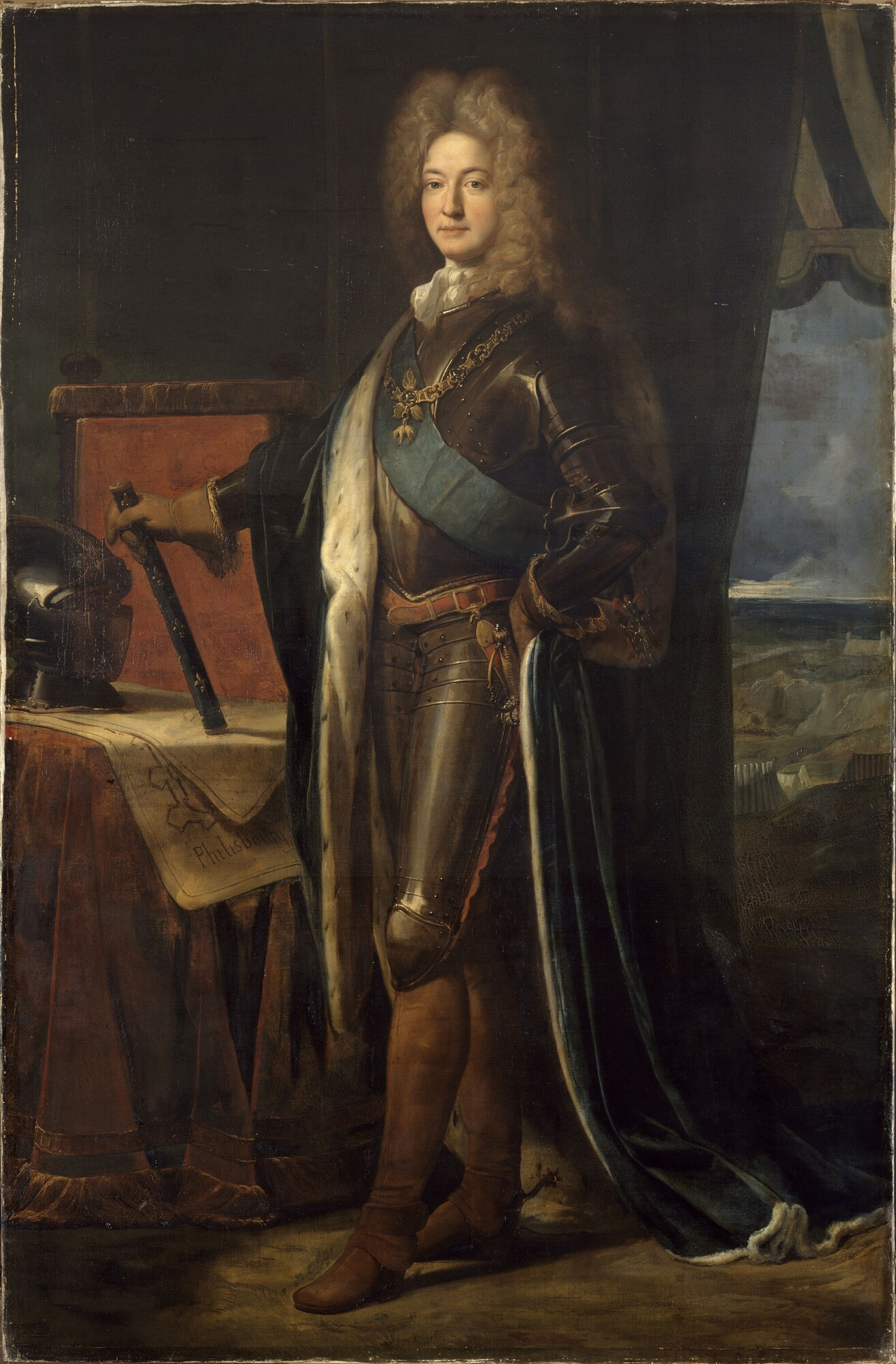
Il conte d'Ayen, duca de Noailles, «nemico giurato di Saint-Simon»

Nell'aprile 1693 muore il padre e Louis prende il titolo di duca e di Pari di Francia a 18 anni. Maestro di campo del Reggimento Royal-Carabiniers, le sue responsabilità militari passano tuttavia in secondo piano rispetto a quelle di Pari: s'impegna nel processo contro il maresciallo de Luxembourg, che voleva modificare il proprio rango tra i Pari di Francia e protesta contro il «rango intermedio» concesso da Luigi XIV ai figli naturali, il duca del Maine e il conte di Tolosa, che ottengono così un rango superiore a quello di Pari.
Nel 1695 sposa Marie-Gabrielle de Durfort de Lorge, la primogenita del maresciallo de Lorge, la cui madre, nata Frémont, proviene da una famiglia non nobile ma ricca. Il matrimonio sembra essere particolarmente felice e l'8 settembre 1696 nasce la prima figlia Charlotte, che è però deforme e sarà per tutta la vita a carico dei genitori. Questa nascita, seguita da quella di altri due figli, anch'essi minorati fisicamente e psichicamente, ferisce profondamente Saint-Simon nel suo orgoglio di padre e di aristocratico; nei suoi Mémoires parla dei figli soltanto di sfuggita. Nel 1697 prende parte a una spedizione militare in Alsazia, al comando del maresciallo de Choiseul. È il suo ultimo servizio nelle armi, dal momento che non sopporta più di passare due mesi all'anno nel reggimento, che del resto viene sciolto. Nel luglio 1698 nasce il secondo figlio, Jacques-Louis, che prende il titolo di visdomino di Chartres: il bambino crescerà molto poco e sarà soprannominato «il bassotto».
Nel 1699, preoccupato dell'ampiezza che stanno prendendo le sue Memorie - che, in un primo momento, aveva stabilito fossero distrutte alla sua morte - consultò Rancé per sapere quale decisione dovesse prendere e quest'ultimo gli suggerì di limitarsi a raccogliere della documentazione, abbandonando la stesura delle proprie intime impressioni, segno, per l'abate, di orgoglio nei confronti di Dio. Da questa data decorrono dunque le aggiunte nelle Memorie di dossiers corredati da note personali e da aggiunte di aneddoti.
Il 12 agosto nasce il terzo figlio, Armand-Jean, che assume il titolo di marchese de Ruffec. Nel 1702, quando da tempo trascurava la vita militare per quella di corte, Saint-Simon si vide scavalcato nelle promozioni da ufficiali di nomina più recente: tra questi, il conte d'Ayen, futuro duca de Noailles, suo nemico giurato per tutta la vita - «il serpente che tentò Eva dannando Adamo e il genere umano, è l'originale e il duca de Noailles è la sua copia esatta e fedelissima», scrive Saint-Simon nei Mémoires. Di fronte a quella che considera un'ingiustizia, lascia l'esercito, accampando ragioni di salute ma procurandosi la lunga inimicizia di Luigi XIV.

### A Versailles

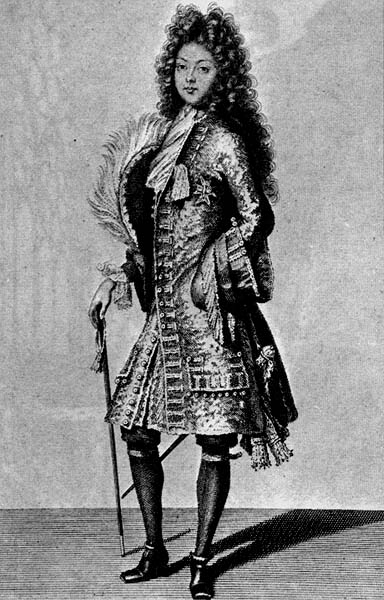
Il duca du Maine

Ancora nel 1702 ottenne di poter alloggiare con la famiglia in un appartamento del castello di Versailles: nel pieno della corte, osserva e consegna con passione nelle sue pagine quella società. Nel 1706 il suo nome è proposto per l'incarico di ambasciatore a Roma, in sostituzione del cardinale de Janson, ma all'ultimo momento gli è preferito il cardinale de La Trémoille. Nel 1710 sua moglie diviene damigella d'onore della duchessa di Berry e la famiglia ottiene di occupare un nuovo, più grande appartamento, dotato di due cucine, che permette al duca di dilettarsi di zuppe e di secondi piatti, annotati nell'opera che va scrivendo.
Nel 1711 il figlio di Luigi XIV muore. Saint-Simon, amico del figlio di questi, il duca di Borgogna, primo nella linea di successione, spera di innalzarsi nella considerazione della corte ma nel 1712 muore anche il duca di Borgogna. Per consolarsi, Saint-Simon si lancia in un progetto di riforma nella linea del liberalismo aristocratico: egli sogna una monarchia con meno assolutismo non tanto per un desiderio di eguaglianza quanto per riconsegnare alla nobiltà, strettamente gerarchizzata, un maggior ruolo politico, se non egemonico. A questo scopo, diffonde i suoi scritti a corte e diviene una sorta di personaggio; parallelamente, continua a lamentare il mancato rispetto delle gerarchie e a scagliare fulmini contro i nobili concepiti fuori del matrimonio - il duca del Maine in primo luogo - che un editto del 1714 ha inserito nelle linee di successione.
La riflessione politica di Saint-Simon si fonda sul ruolo accordato ai Pari di Francia, ai quali appartiene: secondo lui, essi, l'espressione più alta della nobiltà e dunque della società francese, devono svolgere la funzione di consiglieri del re, mentre il sistema dei ministeri, già sbozzato sotto Enrico IV e realizzato pienamente da Luigi XIV, è l'espressione di tutti i mali, perché sostituisce a quel «governo di consiglio» del re e dei suoi nobili, da lui fantasticato, un «governo esecutivo» dove il re decide da solo e fa eseguire i suoi ordini da ministri e segretari di Stato, «gente da poco», plebei o di recente nobiltà. Saint-Simon osa rimproverare il re, in una lettera anonima composta poco dopo la morte del duca di Borgogna, di aver avuto un regno «tutto per sé».

### All'ombra del Reggente
Nel settembre 1715, Luigi XIV muore. Il duca d'Orléans, amico d'infanzia di Saint-Simon, diviene reggente e questo è, per Saint-Simon, il momento di far trionfare i suoi progetti politici. Membro del consiglio di reggenza, egli è il creatore del sistema della polisinodia, che al posto dei ministeri istituisce dei consigli aristocratici: questo è il solo ruolo degno di un Pari, che deve essere un consigliere del re, non un suo funzionario. Egli rifiuta la presidenza del consiglio delle Finanze, che affida a uno dei suoi peggiori nemici, il duca de Noailles, ma accetta gli onori di corte più prestigiosi: il giustacuore, il libero accesso presso il re, la croce di San Luigi, normalmente riservata ai militari. La sua onestà personale non gli consente di approfittare del momento per risolvere certi suoi problemi finanziari ma in compenso egli si concede la soddisfazione di partecipare alla decisione di escludere gli illegittimi dal rango di "principi del sangue".

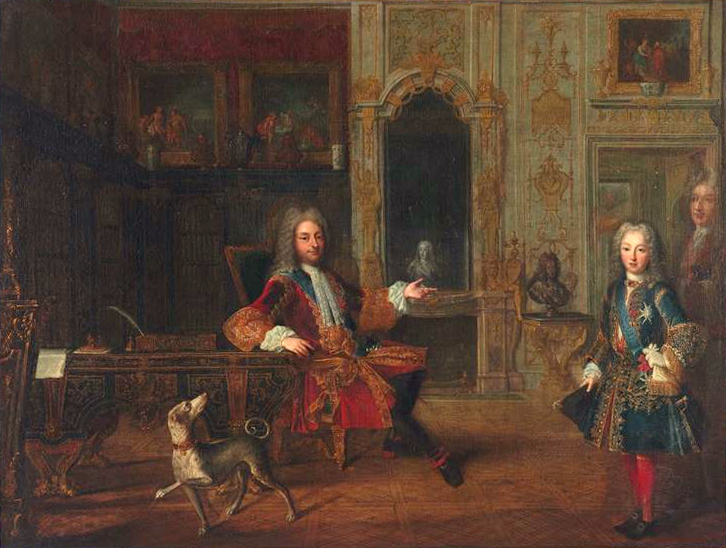
Il duca d'Orléans con il giovane Luigi XV

Poco portato alla manovre politiche, viene soppiantato a poco a poco dal cardinale Dubois, già precettore del Reggente e futuro primo ministro, anche se Filippo d'Orléans gli conserva la sua amicizia e gli concede nel 1719 l'utilizzo del castello di Meudon, che rappresenta un onore notevole e altri onori che tuttavia Saint-Simon rifiuta con vari pretesti, tranne, nel 1721, l'incarico di ambasciatore, nominato dal duca d'Orleans, in Spagna, paese da lui molto ammirato, allo scopo di preparare il matrimonio di Luigi XV con l'Infanta di Spagna, ma questo episodio, che gli procura il titolo di Grande di Spagna è anche il suo canto del cigno: rientrato in Francia nel 1722, vede Dubois nominato primo ministro. Nel 1723, la morte del Reggente, oltre a privarlo del suo migliore amico, gli fa perdere ogni accesso al potere e lo allontana dalla corte.
Ritiratosi nel suo castello di La Ferté-Vidame, conduce una vita di gentiluomo di campagna, occupandosi in parte anche delle condizioni di vita dei suoi contadini e cercando di modernizzare le loro tecniche di lavorazione, improvvisandosi anche maestro ferraio. Si occupa della redazione di trattati storico-genealogici, legge il Journal di Dangeau e, dal 1739, mette insieme le sue note e attende alla redazione definitiva delle Mémoires. Nel 1749 ne termina la redazione, che si arresta al 1723, anno della morte del Reggente: pensa a volte di continuarne ancora la stesura, ma finirà col rinunciarvi.

## LeMemorie
I Mémoires hanno atteso a lungo una pubblicazione: il manoscritto fu conservato presso un notaio e solo con l'iniziativa di un nipote, il generale de Saint-Simon, s'iniziò a preparare la pubblicazione. La prima edizione fu quella di Adolphe Chéruel, a partire dal 1856, seguita da quella di Boislile, dal 1879 al 1930, in 43 volumi, che resta tuttora l'edizione di riferimento. Queste edizioni faranno la fama di Saint-Simon fra i memorialisti, detronizzando il cardinale de Retz, e consacrandolo quale maggior fonte storica del regno di Luigi XIV. Il manoscritto originale delle Memorie fu acquistato nel 1863 dalla libreria Hachette, che ne ripubblicava il testo nel 1882-84.

### Aspetti letterari
Saint-Simon è un autentico scrittore, la sua opera non ha soltanto un interesse storico, ma costituisce un esempio di stile, anche se egli scrisse di sé di non piccarsi di scriver bene, cosa vera, da un punto di vista puramente accademico, dal momento che la sua grammatica non è sempre rigorosa e il suo vocabolario è arcaico, irrigidito alla prima metà del regno di Luigi XIV. Quel che rende originale il suo stile è il fatto che egli non si sorvegli, che i suoi periodi, spezzati e febbrili, si urtino in ellissi al punto che Chateaubriand dirà di lui: «Scrive alla diavola per la posterità». La sua frase, a volte, come in Proust, sembra voler abbracciare tutti gli aspetti d'una questione fino all'esaurimento del soggetto che egli intende esporre. A volte, invece, sopprime il verbo e accumula rapide notazioni; così descrive, per esempio, lo zar Pietro il Grande, durante la sua visita a Parigi nel 1717:

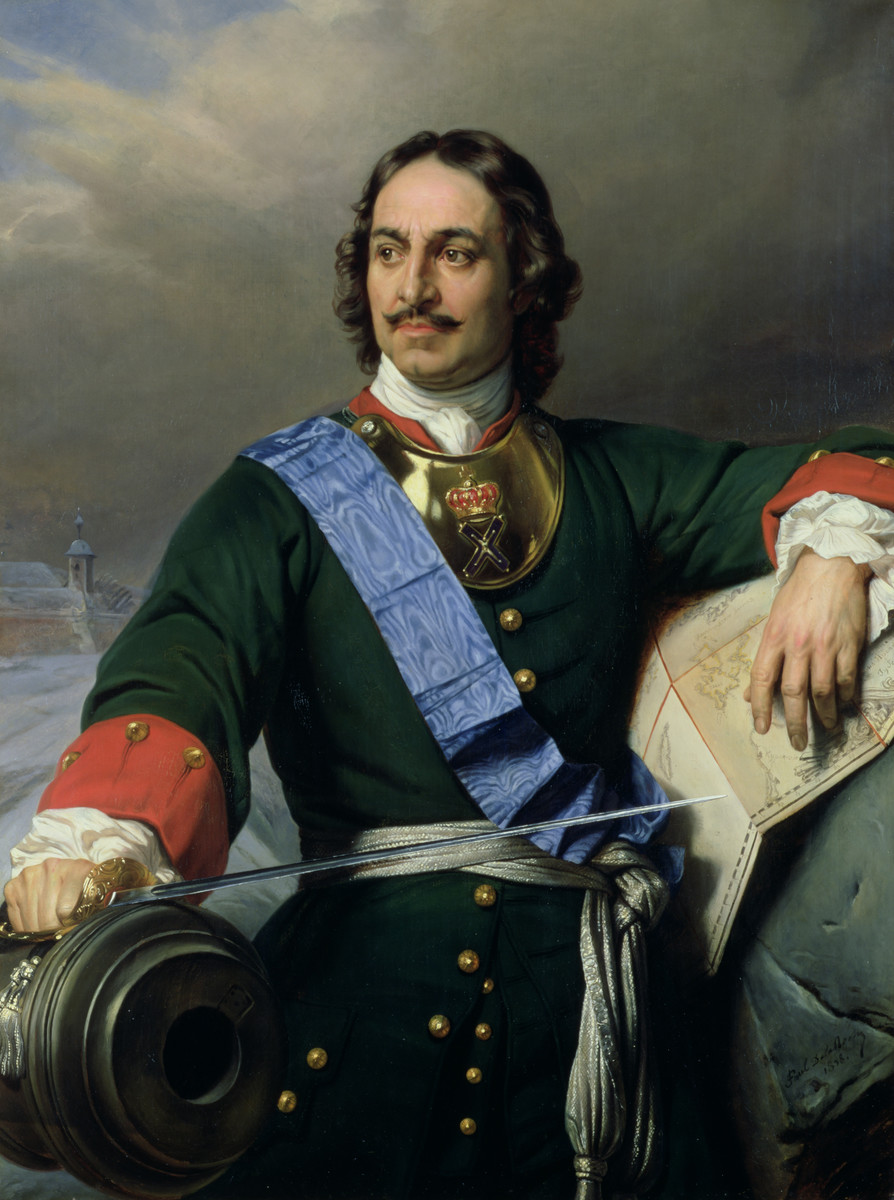
Lo zar Pietro I ritratto da Paul Delaroche

«Questo monarca si fece ammirare per la sua estrema curiosità, sempre tendente alle sue vedute sul governo, sul commercio, sull'istruzione, sulla polizia, e questa curiosità tutto attingeva e niente disdegnava, i cui minimi tratti avevano un'utilità conseguente, marcata, sapiente, che non stimava che quel che meritava esserlo, nel quale brillava l'intelligenza, la giustezza, la viva tensione del suo spirito. Tutto mostrava in lui la vasta estensione dei suoi lumi e qualcosa di continuamente conseguente. Egli univa in un modo del tutto sorprendente la maestà più alta, più fiera, più delicata, più sostenuta, nello stesso tempo la meno imbarazzante quando l'aveva stabilita in tutta la sua sicurezza, con una cortesia che sentiva e sempre e con tutti e da padrone ovunque, ma con i propri gradi secondo le persone. Aveva una sorta di famigliarità che veniva dalla libertà; ma non era esente da una forte impronta di quell'antica barbarie del suo paese che rendeva tutte le sue maniere pronte, perfino precipitose, le sue volontà incerte, senza però voler essere costretto né contraddetto su nemmeno una».
È anche un buon narratore, che racconta con chiarezza e minuzia storie spesso contorte, sapendo maneggiarne gli effetti e la tensione, trasformando un piccolo aneddoto in una vera commedia: Infine, Saint-Simon si distingue per la foga del discorso: facile all'indignazione, ha l'insulto scaltro e la penna ben acuminata, e pochi trovano grazia ai suoi occhi; egli offre al lettore un panorama a volte ingiusto ma spesso illuminante della corte di Luigi XIV.
L'opera non è omogenea: a passaggi d'antologia - ritratti di personaggi scomparsi, la veglia funebre di Luigi XIV - si contrappongono dei tunnel nei quali il lettore moderno è meno sensibile: per esempio, redige lunghe dissertazioni sulla gerarchia relativa dei grandi del regno. Il fatto è che Saint-Simon non scrive soltanto per la sua epoca, ma anche per promuovere le sue idee politiche o per promuovere se stesso. Gli storici considerano in effetti che ha spesso esagerato l'importanza del proprio ruolo negli affari politici degli anni 1710-1723. L'opera stessa non fornisce sempre le sue fonti: Saint-Simon si rifà abbondantemente al diario di Dangeau per gli aneddoti sulla corte ma l'utilizza solo per criticarlo quando vi trova degli errori. Si fonda anche sul diario di Torcy per gli avvenimenti internazionali.

## L'influsso letterario di Saint-Simon

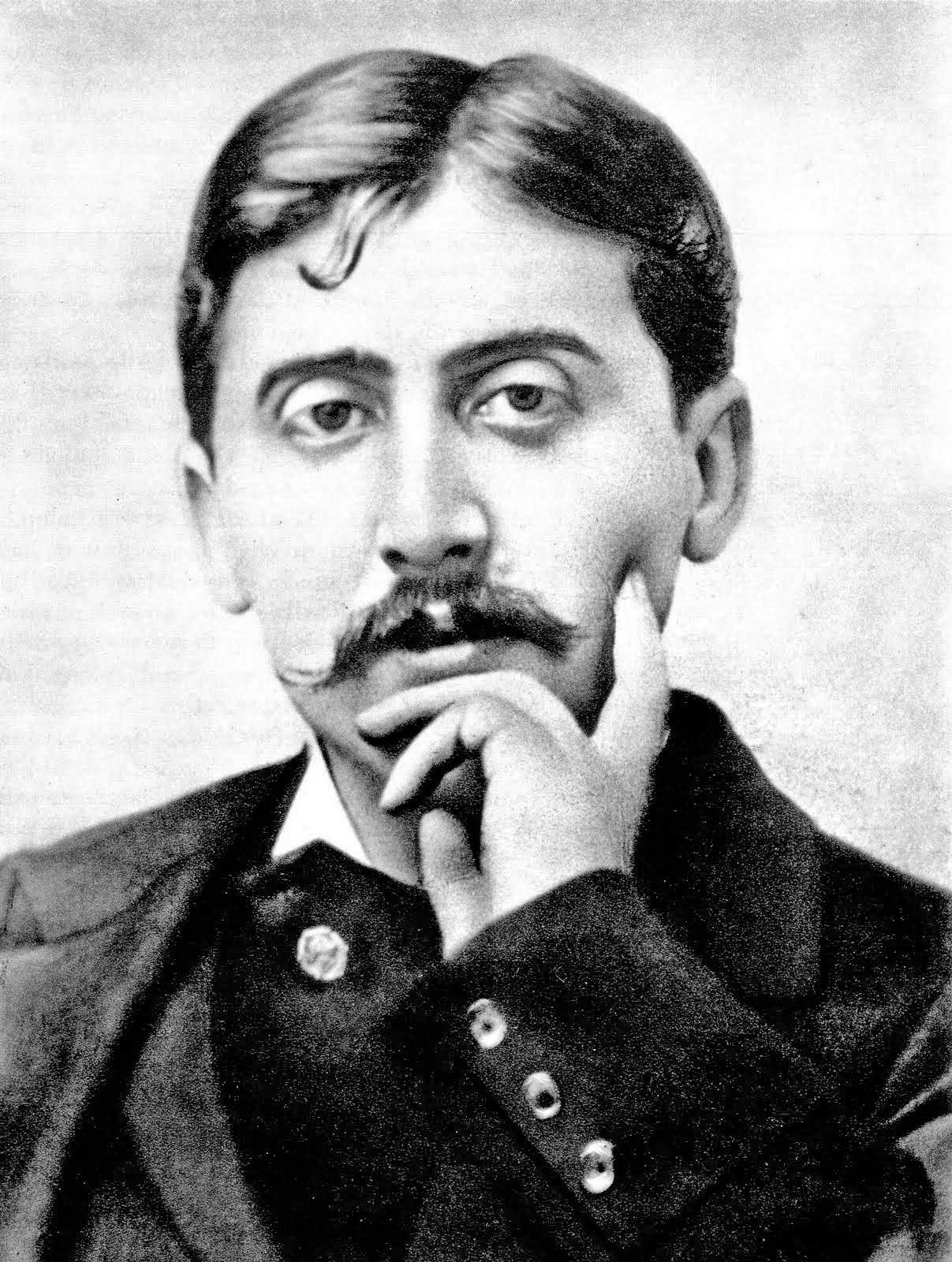
Marcel Proust

Importanti scrittori francesi sono stati influenzati dall'opera di Saint-Simon. Stendhal conobbe i Mémoires attraverso la pubblicazione di estratti avvenuta tra gli anni 1781 e 1819, anno in cui gli eredi di Saint-Simon, entrati in possesso del manoscritto, decisero di autorizzare l'edizione completa dell'opera. Stendhal fu affascinato dai Mémoires, come espresse in una celebre battuta: «Ho due passioni, gli spinaci e Saint-Simon!» e trasse numerosi procedimenti letterari "moderni" utilizzati dal duca, malgrado la sua fama di arcaista, in particolare la descrizione soggettiva, ossia la rappresentazione di una scena attraverso i particolari percepiti da un singolo personaggio. Ne La Certosa di Parma, le descrizioni degli intrighi di corte e i ritratti di diversi personaggi secondari sono apertamente ispirati a Saint-Simon, che del resto viene espressamente citato.
Anche Marcel Proust fu un fervente ammiratore del memorialista, del quale ha fatto una lunga e gustosa imitazione, i Pastiches et mélanges del 1919. L'evocazione nella À la recherche du temps perdu dei salotti aristocratici dell'inizio del XX secolo deve tanto ai suoi ricordi mondani quanto alle scene della corte di Luigi XIV lette nei Mémoires, il cui autore è spesso citato nel romanzo, specialmente nei passaggi in cui appare il colorito personaggio del barone Palamède de Guermantes.
Proust ha cercato di riprodurre quella maniera di esprimersi, che Saint-Simon chiamava lo «spirito Mortemart», dal nome di un'importante famiglia nobile del suo tempo, alla quale apparteneva Madame de Montespan: «un'eloquenza naturale, una proprietà di espressione, una singolarità nella scelta dei termini che veniva da sé e sorprendeva sempre, con quel giro particolare alla M.me de Montespan» Proust cercò d'illustrare questo spirito nel personaggio della duchessa de Guermantes, ma senza essere soddisfatto del risultato ottenuto.
Più profondamente, Proust fu affascinato dal successo del progetto letterario di Saint-Simon, che risuscitò con la scrittura un mondo scomparso da trent'anni: come il memorialista, l'autore della Recherche comprese che le delusioni della vita e la certezza della morte possono essere trascese dalla letteratura.

## La storia secondo Saint-Simon
Saint-Simon perseguiva un progetto storico, come afferma nell'introduzione che fa ricordare la prefazione dell'Ab Urbe condita di Tito Livio. Egli ricorda che la storia è uno studio «raccomandato», praticato dai santi e, meglio ancora, dallo Spirito Santo - allusione ai cosiddetti libri storici della Bibbia. Insistendo sulla necessità di leggere e di scrivere di storia quando si è cristiani, Saint-Simon s'oppose vigorosamente a ogni posizione oscurantista: non bisogna tacere difetti e vizi dei nostri predecessori nel nome della carità. « Non mettiamo la salvezza che il Redentore ci ha garantito al prezzo indegno di un assoluto abbrutimento». Ne conclude che la storia, lungi dall'essere contraria alla carità, può servirla.
Saint-Simon definisce quel che deve essere la storia, non una semplice enumerazione di eventi ma anche «le loro origini, le loro cause, le loro conseguenze e i rapporti che li legano». E per lui, questo non può ottenersi senza narrare anche la storia dei protagonisti, la loro personalità, ciò che li fa agire e le loro relazioni. Infine, chi meglio può dipingere i fatti storici se non chi li ha vissuti?
«Scrivere la storia del proprio paese e del proprio tempo significa ripassare nel proprio spirito con molta riflessione tutto ciò che si è visto, trattato o saputo di originale, senza rimproveri, ciò che è passato sul teatro del mondo, i diversi intrighi, spesso il nulla apparente». Tutto questo dimostra, secondo Saint-Simon, la vanità dell'esistenza e il nulla delle ambizioni. La storia compie un fine morale, più dei libri di morale, poiché la storia segna maggiormente i lettori: «Sono gli avvisi e i consigli che essi ricevono da ogni colpo di pennello sui personaggi e sui fatti». Dopo tutto la storia, occupandosi generalmente di persone già morte, può permettersi di dire la verità senza offendere nessuno.

## Opere
- Mémoires, collationnés sur le manuscrit original par M. Chérul et précédés d'une notice par M. Saint-Beuve de l'Académie Française 1882-1884, Hachette, Paris
- Se è permesso di leggere e di scrivere la storia, e particolarmente quella del proprio tempo, introduzione all'edizione Chèrul;
- Luigi XIII et Richelieu, pubblicazione del 1834
- Mémories reims au Régent pour le détourner de faire de ducs
- Projet de gouvernement du duc de Bourgogne
- Lettre et depêches sur l'ambassade d'Espagne
- Tableau de la cour d'Espagne en 1721
- Additions au Journal de Dangeau
- Traités politiques et autres éecrits, Paris, 1996

## Il premio letterario Saint-Simon
Nel 1975, in occasione del tricentenario della sua nascita, è stato istituito il Prix Saint-Simon, per iniziativa della municipalità di La Ferté-Vidame, del Consiglio Generale d'Eure-et-Loir e dell'Association des amis de La Ferté-Vidame. Il riconoscimento va a un'opera basata sulla memorialistica (autobiografie, testimonianze, diari) e fino ad oggi si è tenuto ogni anno.

### Edizioni italiane
- La Corte del Re Sole, traduzione di Renato Giani, Collana Grandi scrittori d'ogni tempo, Editoriale Romana, 1944.
- Scandali. Memorie di Saint-Simon, Documento, Libraio Editore, 1944.
- Personaggi. Memorie di Saint-Simon, Documento, Libraio Editore, 1944.
- Memorie di Saint-Simon, a cura di Mario Bonfantini, Collana i millenni, Torino, Einaudi, 1951-1973.
- Una spia alla corte del Re Sole, Collana reporter, Torino, SEI, 1976.
- La corte del Re Sole, Collana Biblioteca giovani, Torino, Einaudi, 1976.
- Il Re Sole, a cura di Jean-Michel Gardair, trad. Adalberto Cremonese, Collana I Grandi Libri n.205, Milano, Garzanti, 1977. ora ripubblicato nella Collana Ritratti, Castelvecchi, Roma, 2015, ISBN 978-88-69-44219-3.
- Scandali, Collana I classici della narrativa, Roma, Armando Curcio Editore, 1977.

### Studi
- D. Van der Cruysse, Le Portrait dans les Mémoires du duc de Saint-Simon, fonctions, techniques et anthropologie, étude statistique et analytique, Paris 1971
- D. Van der Cruysse, La Mort dans les 'Mémoires' de Saint-Simon: Clio au jardin de Thanatos, Paris 1981
- N. Elias, La société de cour, Paris 1985
- Emmanuel Le Roy Ladurie, Saint-Simon ou le système de la Cour, Paris 1997
- J. de La Varende, M. le duc de Saint-Simon et sa comédie humaine, Paris 2003